# Dicheros esmeraldus
Dicheros esmeraldus är en skalbaggsart som beskrevs av Shinji Nagai 1998. Dicheros esmeraldus ingår i släktet Dicheros och familjen Cetoniidae. Inga underarter finns listade i Catalogue of Life.